# 10-th Planet Jiu jitsu
Il 10-th Planet Jiu jitsu (lett. "Jiu jitsu del decimo pianeta") è un'arte marziale consistente in una variante non tradizionale del Jiu jitsu brasiliano sviluppata dallo statunitense Eddie Bravo.

## Storia
Dopo aver ottenuto la cintura nera in BJJ dal maestro Jean-Jacques Machado, Bravo decise di concentrare il suo allenamento sulla pratica senza divisa (no gi) anche per applicare al meglio il jiu jitsu alle arti marziali miste.
Il 10-th Planet Jiu jitsu trova origini anche nel Judo e nel submission wrestling e in particolare si focalizza su posizioni non ortodosse come la guardia Rubber, il controllo laterale Twister, la posizione dominante della scimmia (Monkey Mount) e la posizione di mezza guardia detta Lockdown. Il principio alla base di questa arte è la continua evoluzione della tecnica stessa, in modo da trovare sempre nuovi metodi per attaccare e difendersi.
Pur seguendo il sistema di cinture del Jiu jitsu brasiliano, i praticanti di questa arte generalmente si allenano senza una divisa: per questo motivo ricevono delle toppe colorate da applicare sulla divisa no-gi per capire il grado di ciascuno.